# Carlos Molinares
Carlos Molinares (23 juni 1956) is een voormalig profvoetballer uit Colombia, die als aanvaller onder meer speelde voor Atlético Junior uit Barranquilla. Hij nam met het Colombiaans voetbalelftal deel aan de Olympische Spelen van 1980 in Moskou, en speelde daar mee in de twee (tegen Koeweit en Nigeria) van de drie groepswedstrijden. Hij scoorde eenmaal tegen Koeweit.